# Prowincja Nakhon Pathom
Nakhon Panthom (taj. นครปฐม) – jedna z centralnych prowincji (changwat) Tajlandii. Sąsiaduje z prowincjami Suphan Buri, Ayutthaya, Nonthaburi, Bangkok, Samut Sakhon, Ratchaburi i Kanchanaburi.